# Malachi Pearson
Malachi Kenneth Pearson (ur. 12 czerwca 1981 w hrabstwie San Luis Obispo) – amerykański aktor filmowy, telewizyjny i głosowy, użyczył głosu Kacprowi w serialu animowanym Kacper. Wychowywał się w Redondo Beach w stanie Kalifornia. Początkowo występował w reklamach i telefilmach.

## Filmografia
- 1986–1987: Capitol jako Scotty Harper
- 1989: Autostrada do nieba jako Andrew
- 1989: Mała Syrenka - głos
- 1989–1990: Pełna chata jako Brian Kagan
- 1991: Kosmita z przedmieścia jako Eric
- 1993: Słoneczny patrol jako Jarred Peterson
- 1993: Krok za krokiem jako Scott
- 1995: Kacper jako Kacper McFadden (głos)
- 1996-1998: Kacper jako Kacper (głos)
- 1997: Byle do przerwy - głos
- 2000: Zwariowany świat Malcolma jako kadet